# Sarah Maldoror
Sarah Ducados, més coneguda com a Sarah Maldoror   (Condòm, 19 de juliol de 1929 - Fontenay-lès-Briis, 13 d'abril de 2020), fou una directora de cinema. Tot i ser nascuda a França, és considerada una pionera del cinema panafricà.
Nascuda a Condòm (Gers, Occitània), de mare occitana (nascuda a Gers) i pare de Marie-Galante (Guadalupe) va adoptar el seu nom artístic com homenatge al poeta surrealista Comte de Lautréamont, autor d'Els cants de Maldoror. Va estudiar teatre a París, on, el 1956, va fundar el primer grup de teatre amb actors africans i afro-caribenys, Les griots. Ella mateixa va declarar que havia fundat aquell grup per acabar amb el paper de criats que tenien sempre els actors negres i per fer conèixer els artistes i escritors negres. A París coneix el poeta nacionalista angolès Mário Pinto de Andrade, que va contribuir a la fundació del Moviment Popular d'Alliberament d'Angola, amb qui es va casar i va tenir dues filles, Annouchka (nascuda a Moscou) i Henda (nascuda a Rabat).
El 1961 marxà a Rússia, amb una beca per estudiar dos anys a la Universitat Panrussa Gueràssimov de Cinematografia de Moscou, on fou alumna de Mark Donskoï i conegué el cineasta africà Ousmane Sembène. Després marxa a Àfrica, on es troba amb el seu company.
Després dels seus estudis a Moscou comença a treballar en el cinema com a assistent a la pel·lícula de Gillo Pontecorvo La Battaglia di Algeri (1966). També treballà amb William Klein per al Festival Panafricà d'Algèria (1969) i com a assistent del director algerià Ahmed Lallem.
En 1966 va rodar el seu curtmetratge (17 minuts) Monangambee, que no es va projectar fins a 1969, basat en una història de l'escriptor angolès José Luandino Vieira. El títol fa referència al crit que utilitzen els activistes angolesos anticolonials per assenyalar una reunió de poble. La pel·lícula va ser rodada amb actors aficionats a Algèria. Explica la història d'una dona pobra que visita el seu marit, que està empresonat a Luanda. Fou seleccionada per la Quinzena dels Realitzadors a Cannes en 1971, representant Angola. En 1972 va guanyar el Tanit d'or a les Jornades Cinematogràfiques de Cartago i esdevingué un referent al cinema d'Angola.
Des d'Algèria va viatjar a diversos països africans per conèixer de primera mà la lluita anticolonial i explicar-la en les seves pel·lícules, com ara Des fusils pour Banta (1970), que tracta d'un militant de Guinea Bissau que promou la lluita armada. La pel·lícula Sambizanga (1972) sobre la guerra de 1961-1974 a Angola. des d'una perspectiva femenina, li va donar fama internacional
El 1973 s'estableix de nou a França, a la regió parisenca, però fa alguns viatges a l'Àfrica, a Cap Verd i Guinea-Bissau, per rodar-hi algunes pel·lícules. També dedica alguns documentals a diversos artistes, entre els quals Aimé Césaire, pensador, escritor home polític i un dels creadors del concepte de negritud, a qui dedica quatre documentals per transmetre el seu missatge. També s'interessa per artistes que no són d'ascedència africana, com ara Robert Doisneau, Joan Miró i Louis Aragon, a qui també dedica sengles documentals.

En 2012 fou guardonada amb l'Orde Nacional del Mèrit de França En el seu discurs en la cerimònia de nomenament de Chevalier, el ministre de Cultura francès, Frédéric Mitterrand, va dir de Sarah Maldoror:
Vosté és una rebel sincera, una lluitadora contra les injustícies, una humanista decidida. Al llarg de la seva carrera no ha deixat de fustigar, d'informar i de mostrar les realitats més dures amb l'objectiu de la seva càmera alhora realista i poètica. La seva mirada a la memòria de l'esclavitud i del fet colonial té per a nosaltres un valor excepcional.
Sarah Maldoror va morir el 13 d'abril de 2020 a conseqüència de la COVID-19.

## Filmografia
- Monangambé, 1968[15]
- Des fusils pour Banta, 1970
- Carnaval en Guinée-Bissau, 1971
- Sambizanga, 1972
- Un carneval dans le Sahel, 1977
- Folgo, Ile de Feu
- Et les chiens se taisaient
- Un homme, une terre
- La Basilique de Saint-Denis
- Miró, peintre (Miró, pintor). França, 1980, color, 5’20’’,[16] breu documental que té lloc a la Fundació Maeght, amb la presència de Joan Miró i la companyia La Claca. Entre altres coses, mostra els jardins de la fundació, on la companyia es prepara i fa una representació amb les figures de Mori el Merma, les obres de Miró a dins i a fora, nens, gossos, lloros i una conversa de Miró amb el director del centre (?).
- Un dessert pour Constance (Un postre per a Constance). França, 1980, color, 60’.[17] Una ficció transmesa per France 2, basada en un relat de Daniel Boulanger adaptat per Maurice Pons,[18] amb: Cheik Doukouré, Sidiki Bakaba, Jean Bouise, etc.
- Le cimetière du Père Lachaise, 1980 (documental de 5')
- Lauren
- Robert Lapoujade, peintre
- Toto Bissainthe, Chanteuse
- René Depestre, poète
- L'hôpital de Leningrad, 1983
- La littérature tunisienne de la Bibliothèque nationale
- Un sénégalias en Normandie
- Robert Doisneau, photographe
- Le racisme au quotidien, 1983
- Le passager du Tassili, 1987
- Aimé Césaire, le masque des mots, 1986
- Emmanuel Ungaro, couturier
- Louis Aragon - Un masque à Paris
- Vlady, peintre
- Léon G. Damas, 1995
- L'enfant-cinéma, 1997
- La tribu du bois de l'é
- Scala Milan AC, França, 2003, color, 18’,[16] ficció.

## Documentals sobre ella
- Sarah Maldoror ou la nostalgie de l'utopie - una pel·lícula d'Anne-Laure Folly, 1998

## Guardons
- El 1972 - rep el Tanit d'or (primer premi) a les Jornades cinematogràfiques de Cartago, Tunísia
- El 2011 - és guardonada amb l'Orde Nacional del Mèrit de França[19]